# Labrus bergylta
La maragota (Labrus bergylta) es una especie de pez actinopterigio perciforme de la familia de los lábridos que habita en el este del océano Atlántico.

## Aspecto
Pez sedentario de cuerpo rechoncho, hocico puntiagudo que finaliza en una boca con labios carnosos y dentadura potente. Tiene una única larga aleta dorsal, provista de una veintena de espinas. El colorido es muy variable, y depende de varios aspectos, como la edad, profundidad, época del año o el hábitat. Pueden tener prácticamente cualquier color y resultan muy vistosos. Un durdo adulto, puede pesar fácilmente los 3 kg siendo más grandes los del Cantábrico que los del Mediterráneo.
Su máxima longitud es 66 cm. Todos son hembras en sus primeros ocho años y luego unos pocos cambian a macho. Los más grandes son generalmente machos.

## Alimentación
Se alimentan de pequeñas gambas, gusanos, peces pequeños, moluscos y almejas.

## Hábitat
Especie muy común, con predilección por las zonas rocosas ricas en algas. Se sitúan escondidas entre las algas y permanecen quietas cuando presienten el peligro.
Son populares como comida en las Orcadas y en Galway.

## Galería de imágenes

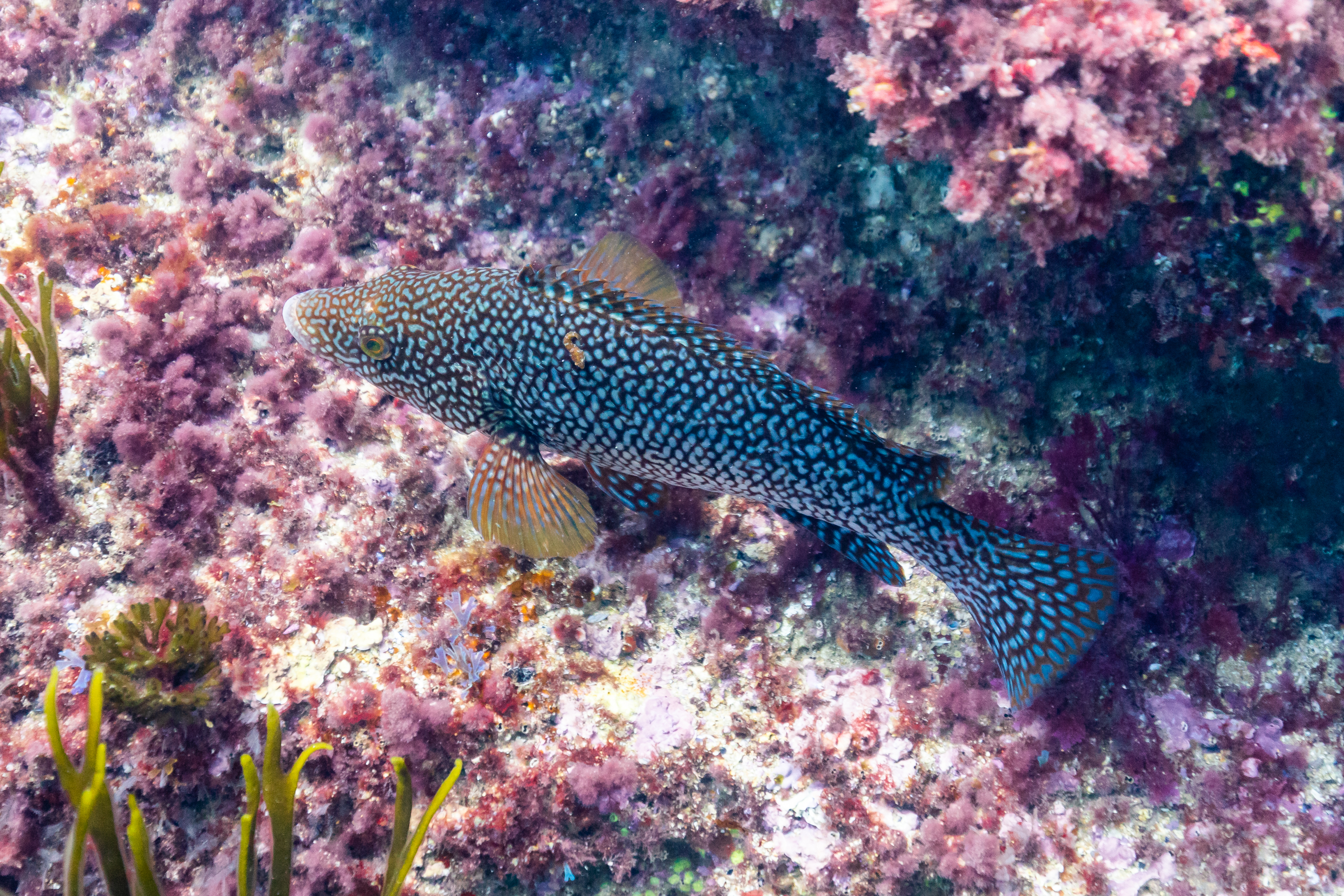
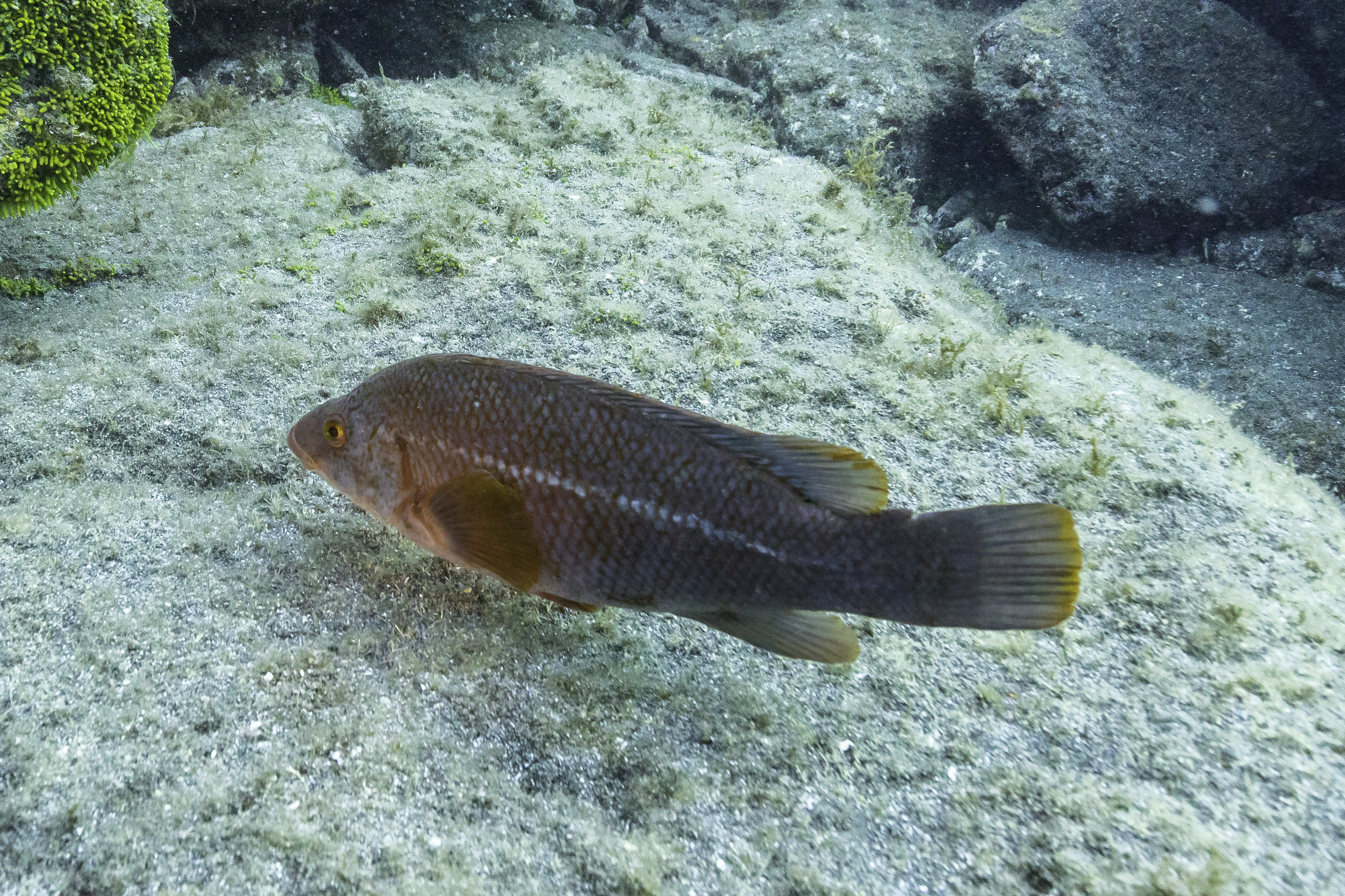
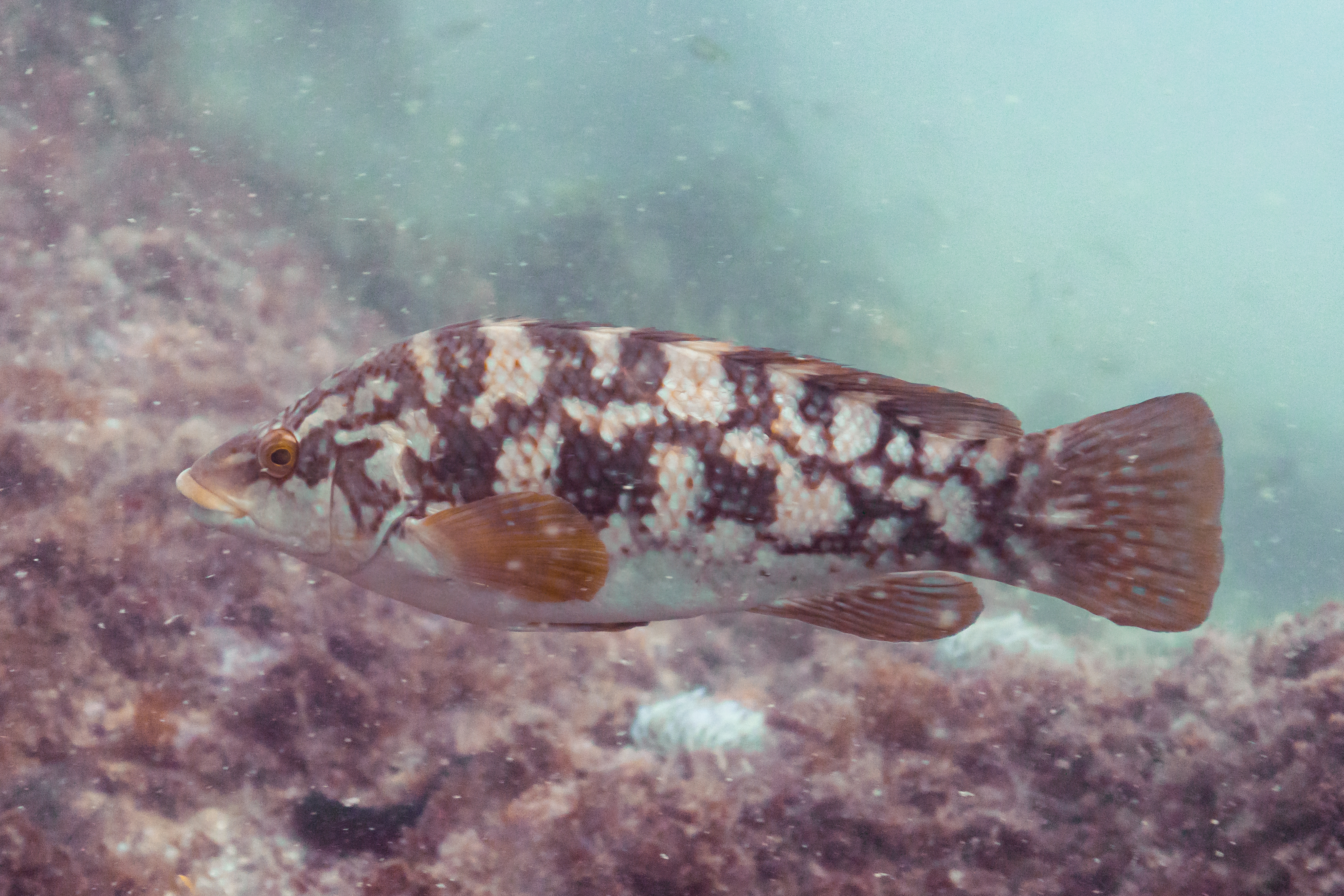
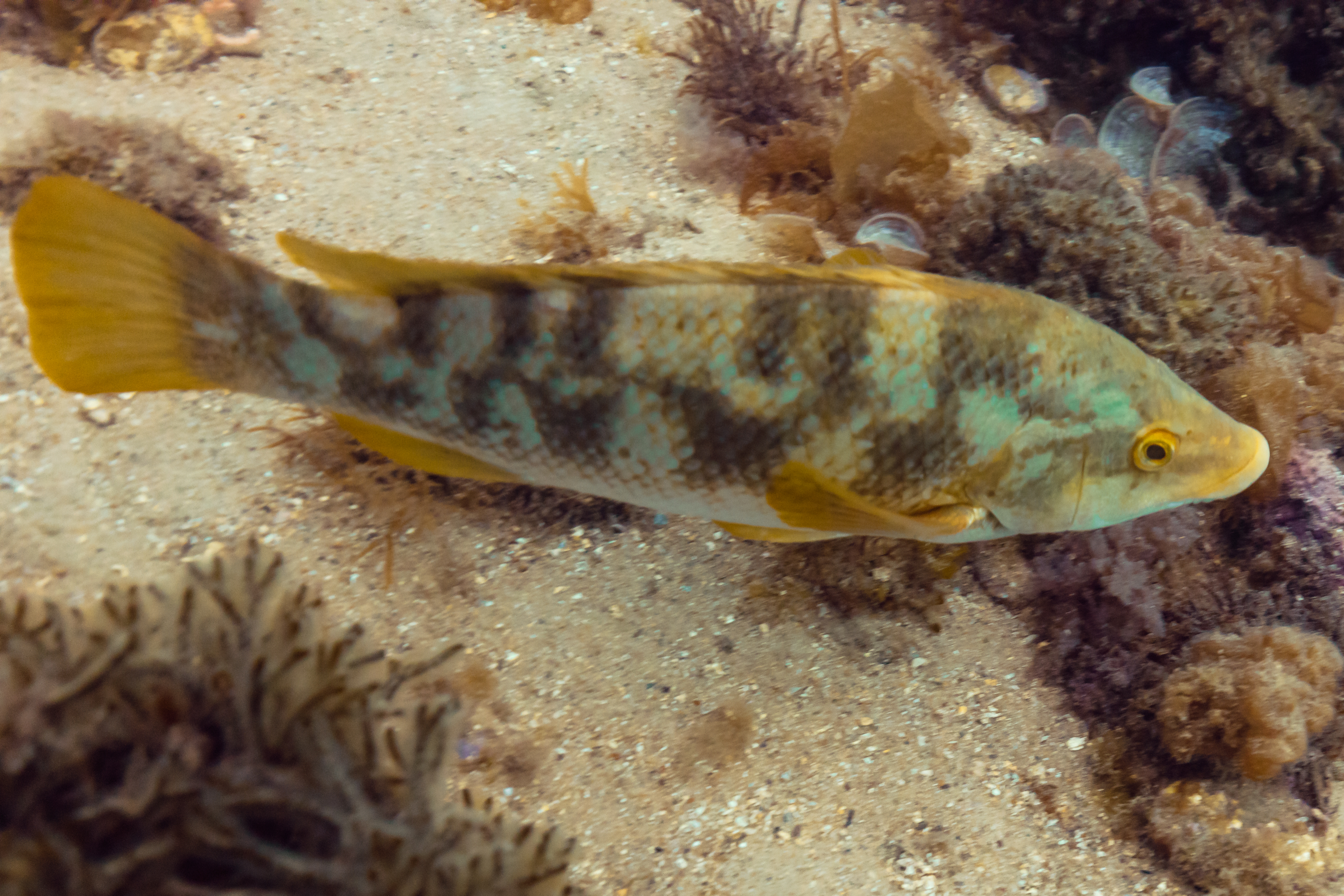
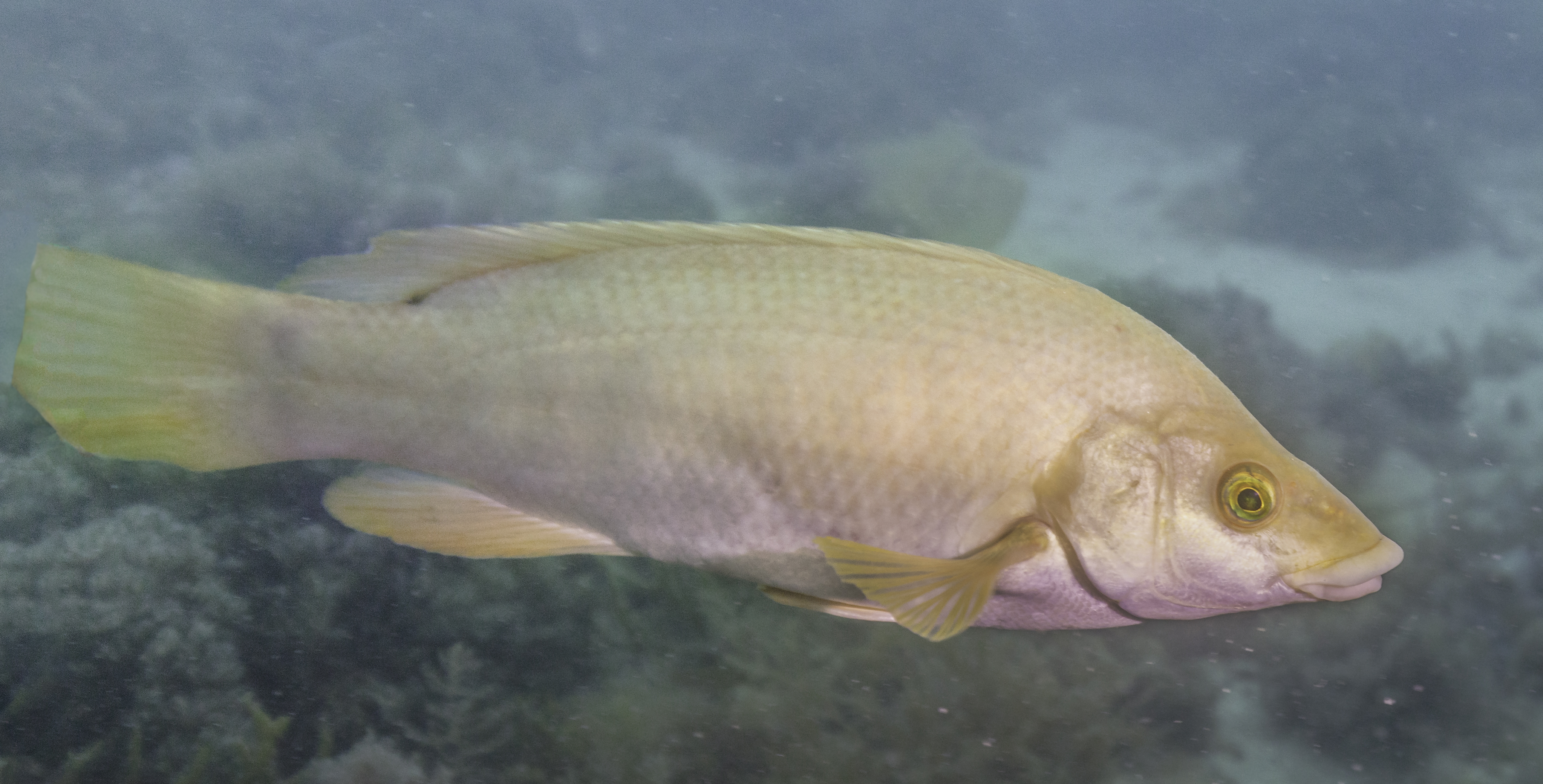
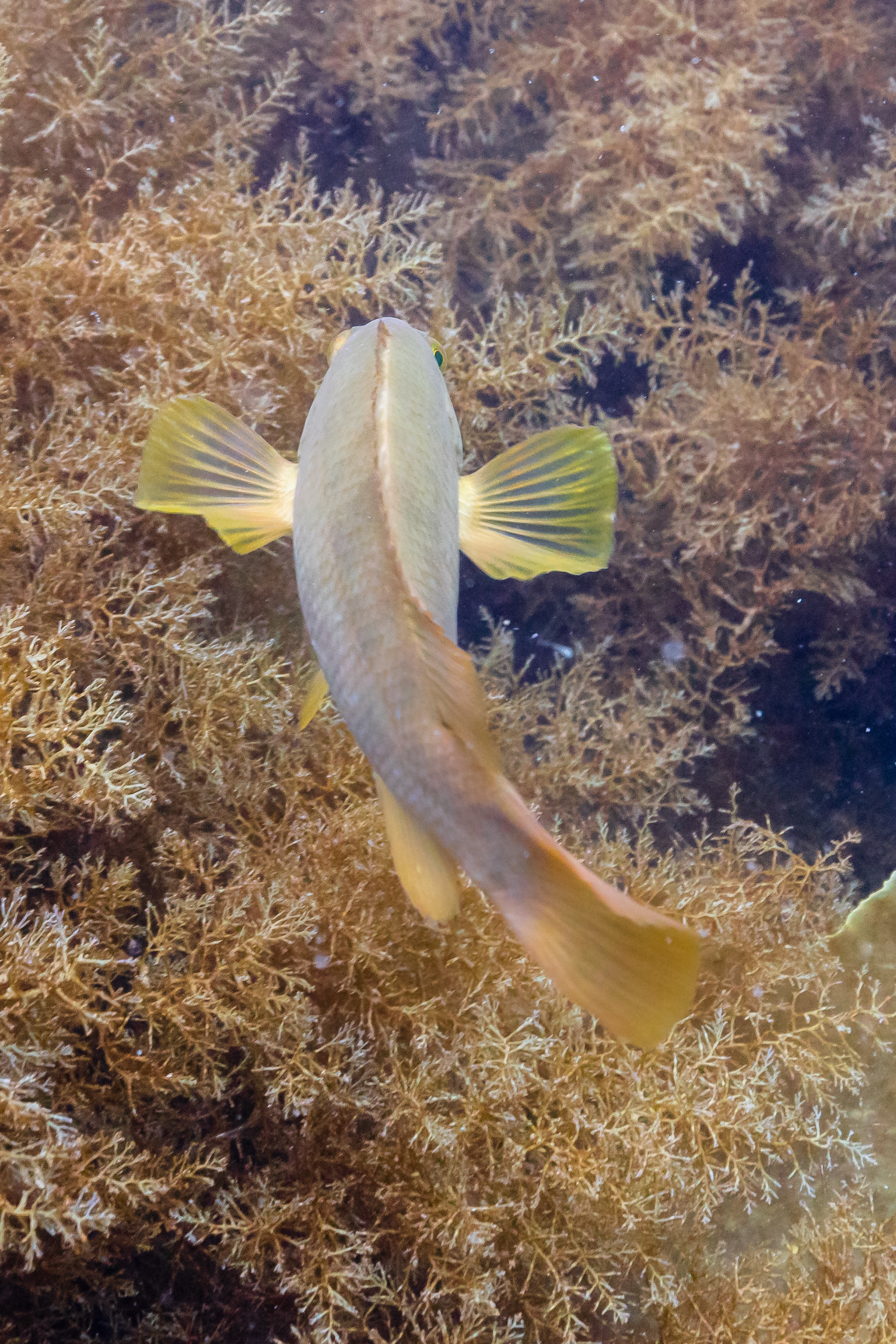
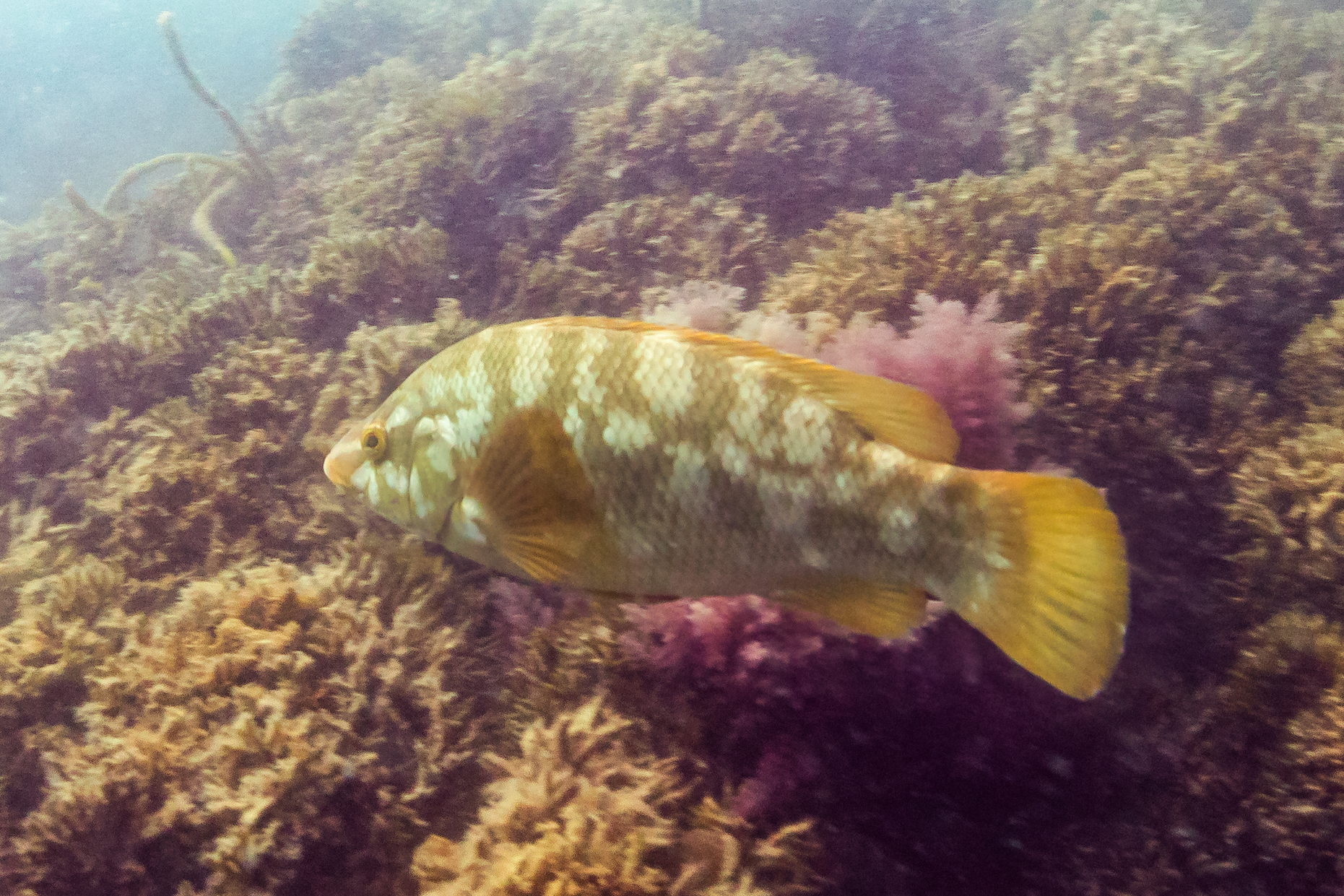
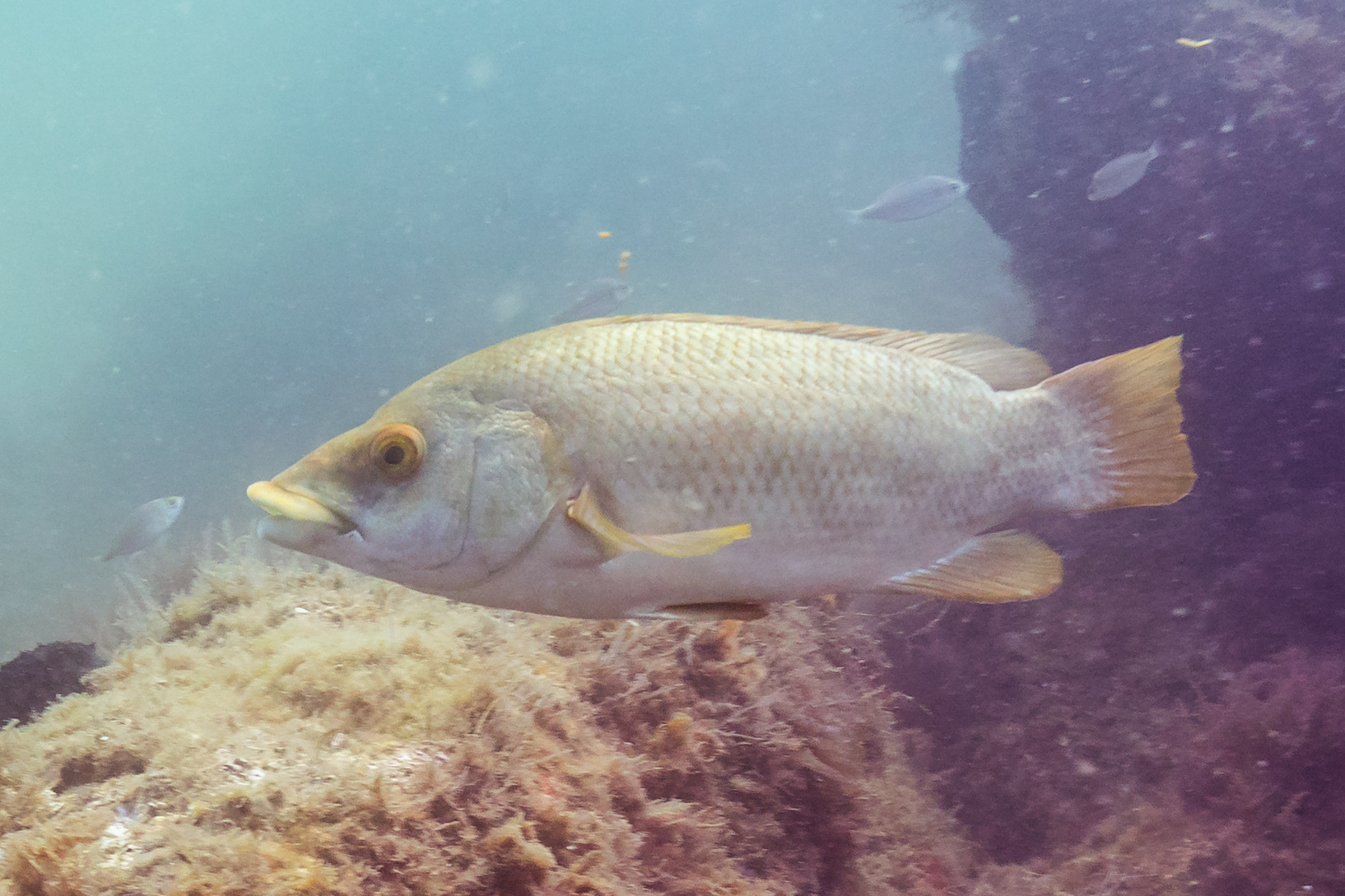